# مقتل عائلة الفاروقي
وقعت جريمة قتل عائلة الفاروقي في 27 مايو 1986 في منزلهم بمدينة وينكوت في ولاية بنسلفانيا الأمريكية. كان الضحيتان هما الدكتور إسماعيل راجي الفاروقي وهو أستاذ متميز في الدراسات الإسلامية، وزوجته الدكتورة لمياء الفاروقي، وهي مؤرخة فنية محترمة معروفة بمساهماتها في علم الموسيقى العرقية .
تعرض الزوجان للطعن داخل منزلهما، وأثارت الجريمة انتباهًا كبيرًا، بسبب مكانتهما الأكاديمية وطبيعة الجريمة. نجت ابنتهما أنمار و كانت حامل في شهرها الثامن، وتعرضت لعدة طعنات وتمكنت من تنبيه السلطات على الرغم من الإصابات الخطيرة التي تطلبت 200 غرزة. وصفت أنمار المهاجم بأنه رجل ممتلئ الجسم يرتدي وشاحًا أسود مربوطًا على طريقة "لص رعاة البقر".
بسبب شهرة ومكانة الفاروقي فتحت الشرطة الفيدرالية تحقيقاً في الجريمة، وظهرت عدة فرضيات حول سبب القتل، ومن بينهما احتمال وجود دافع سياسي يتعلق بمواقفه من الصراع الإسرائيلي الفلسطيني، أو دافع شخصي.
اعترف «جوزيف لويس يونغ» بارتكابه الجريمة وحُكم عليه بالإعدام وتوفي في السجن لأسباب طبيعية في عام 1996.

## الحياة الأكاديمية
كان إسماعيل الفاروقي أستاذًا متميزًا في الدراسات الدينية بجامعة تمبل في الولايات المتحدة، وإشتهر بإسهاماته الواسعة في المجالات الدراسات الإسلامية والحوار بين الأديان. أما زوجته لمياء الفاروقي كانت باحثة أمريكية وخبيرة في الفن والموسيقى الإسلامية، شاركت في تأليف كتاب " الأطلس الثقافي للإسلام" مع زوجها، مما قدم مساهمات كبيرة في فهم الثقافة الموسيقية الإسلامية. كان عملهم في تعزيز الحوار والتفاهم بين الأديان مهمًا، إذ أثر على العديد من العلماء والطلاب في هذا المجال.

## الإجراءات القانونية

### الاعتقال والتهم
في يناير 1987، تم تحديد جوزيف لويس يونج، المعروف أيضًا باسم يوسف علي، باعتباره المشتبه به الرئيسي. أدى تطابق بصمات الأصابع على قفاز جراحي ملطخ بالدماء تم العثور عليه في مكان الحادث إلى إلقاء القبض على يونج. بالإضافة إلى ذلك، تم العثور على سيارة هوندا أكورد LX رمادية مسروقة موديل 1986 عليها بقع دماء، مما يوفر أدلة جنائية تربط الجريمة بيونج.
وفي وقت سابق، تلقى المحققون في مقاطعة مونتغومري مكالمة هاتفية مجهولة المصدر تقترح عليهم مقارنة بصمات الأصابع الكامنة التي تم العثور عليها في مسرح الجريمة مع بصمات يونغ. تم مطابقة بصمات الأصابع، مما أدى إلى تحديد هوية يونج كمشتبه به.
وبحسب مصدر في الشرطة فإن إفادة يونغ للشرطة تشير إلى أن مقتل الفاروقي ربما كان بدوافع سياسية أو دينية وليس عملاً عنفاً عشوائياً. وذكر المصدر أن يونغ كان يعتقد أن الفاروقي "لا يفعل الصواب للدين الإسلامي". ويُقال إن يونغ كان يعرف الفاروقي من خلال المجتمع الإسلامي في جامعة تيمبل، وكان يخطط للقتل منذ فترة.
واعترف يونغ، الذي كان لديه تاريخ إجرامي وكان يعرف عائلة الفاروقي، بالجريمة أثناء استجوابه من قبل محققي فيلادلفيا، وقدم معلومات تتطابق مع الأدلة. كرر اعترافه بحضور ضباط شرطة مقاطعة مونتغومري.

### المحاكمة
بدأت محاكمة جوزيف لويس يونغ في يوليو 1987. خلال التحقيات، قدمت النيابة العامة أدلة قوية تربط يونغ بالجريمة، بما في ذلك بصمات أصابعه على القفاز الذي تم العثور عليه في مكان الحادث . قد تم دعم ذلك أيضًا من خلال التحليلات الجنائية التي تطابق عينات الدم والشعر التي تم العثور عليها في مسرح الجريمة مع عينات يونغ.
وفي اعتراف مفصل سجلته محققة جرائم القتل في فيلادلفيا كارول كينان، اعترف يونجغ بشراء سكين من سوق للسلع المستعملة قبل عدة أيام من ارتكاب جرائم القتل. في ليلة 27 مايو/أيار، ارتدى يونج قفازات جراحية، ودخل المنزل عبر نافذة مخزن مفتوحة جزئيًا، وهاجم الأسرة. وقال إنه كان ينوي فقط مواجهة إسماعيل الفاروقي خارج المنزل، لكنه دخل المنزل بهدوء لتجنب اكتشافه من قبل الجيران. واجهت لويس لمياء الفاروقي يونغ أولاً وصرخت، مما دفعه إلى مهاجمتها على الفور. وبعد أن طعنها مراراً وتكراراً، اعتدى يونغ على إسماعيل الفاروقي وابنتهما أنمار، التي نجت على الرغم من الإصابات البالغة. وأظهرت الأدلة الجنائية المقدمة في المحاكمة أن إسماعيل الفاروقي أصيب بـ 15 طعنة، بينما أصيبت لويس لمياء الفاروقي بسبع طعنات، مما يسلط الضوء على وحشية الاعتداء.
ادعى يونغ أن أفعاله كانت مدفوعة بأوهام شخصية فيما يتعلق بالفاروقيين، والتي وصفتها الشهادات النفسية بأنها أعراض لاضطراب عقلي. وزعم دفاعه أن يونغ كان يعاني من مرض عقلي شديد ناجم عن صدمة في مرحلة الطفولة، وأشار إلى أن اعترافه كان بالإكراه. كما أثاروا احتمال تورط شركاء في الجريمة. ومع ذلك، شهد أطباء الطب النفسي التابعون للادعاء بأن يونغ لم يستوف المعايير القانونية للجنون وكان على دراية كاملة بطبيعة وعواقب أفعاله أثناء جرائم القتل.
في 10 يوليو 1987، أدانت هيئة المحلفين يونغ بتهمتين تتعلقان بالقتل من الدرجة الأولى لقتله إسماعيل ولويس لمياء الفاروقي. وأدين أيضًا بمحاولة القتل، والسطو، والتعدي الجنائي، والاعتداء المشدد. بعد جلسة النطق بالحكم المنفصلة، أصدرت هيئة المحلفين حكمًا بالإعدام لكل إدانة بالقتل، مستشهدة بظروف مشددة تفوق أي عوامل مخففة.

### الاستئناف وإعادة الحكم
وأفضت الاستئنافات الأولية التي تقدم بها يونج إلى تأكيد إدانته، لكن المحكمة أجلت القضية إلى موعد جديد لإعادة الحكم بسبب وجود مشكلات في تعليمات الحكم الأصلية. في عام 1990، عقدت جلسة إعادة الحكم،  ومرة أخرى، أصدرت هيئة المحلفين حكمًا بالإعدام لكل إدانة بالقتل، مؤكدة وجود أربع ظروف مشددة.

## الجنازة والدفن
في 30 مايو/أيار 1986، تجمع ما يقرب من 4000 شخص من المشيعين، بما في ذلك شخصيات دولية مرموقة، في مسجد محمد في غرب فيلادلفيا لتكريم الفاروقي وزوجته لويس. تضمنت المراسم كلمات رثاء من المتحدثين الذين تذكروا الفاروقي كشخصية مهمة وعضو في المجتمع. كان الإمام شمس الدين علي يؤم الصلاة، تقديرًا لمساهماتهم في المجتمع.
حضر المسجد أصدقاء ومعارف وأفراد من المجتمع، وكان العديد منهم يرتدي الملابس التقليدية. تضمنت أقوالاً وأدعية وقراءات من القرآن الكريم باللغة العربية. وكان عدد كبير من الطلاب وأعضاء المجتمع المحلي حاضرين. بعد أداء الصلاة، تم دفن الفاروقيين معًا في مقبرة فورست هيلز في بلدة لوور مورلاند، بنسلفانيا.